# Zabłocie (Świątniki)
Zabłocie – część wsi Świątniki w Polsce, położona w województwie świętokrzyskim, w powiecie jędrzejowskim, w gminie Wodzisław.
W latach 1975–1998 Zabłocie należało administracyjnie do województwa kieleckiego.